# Gregor von Scherr

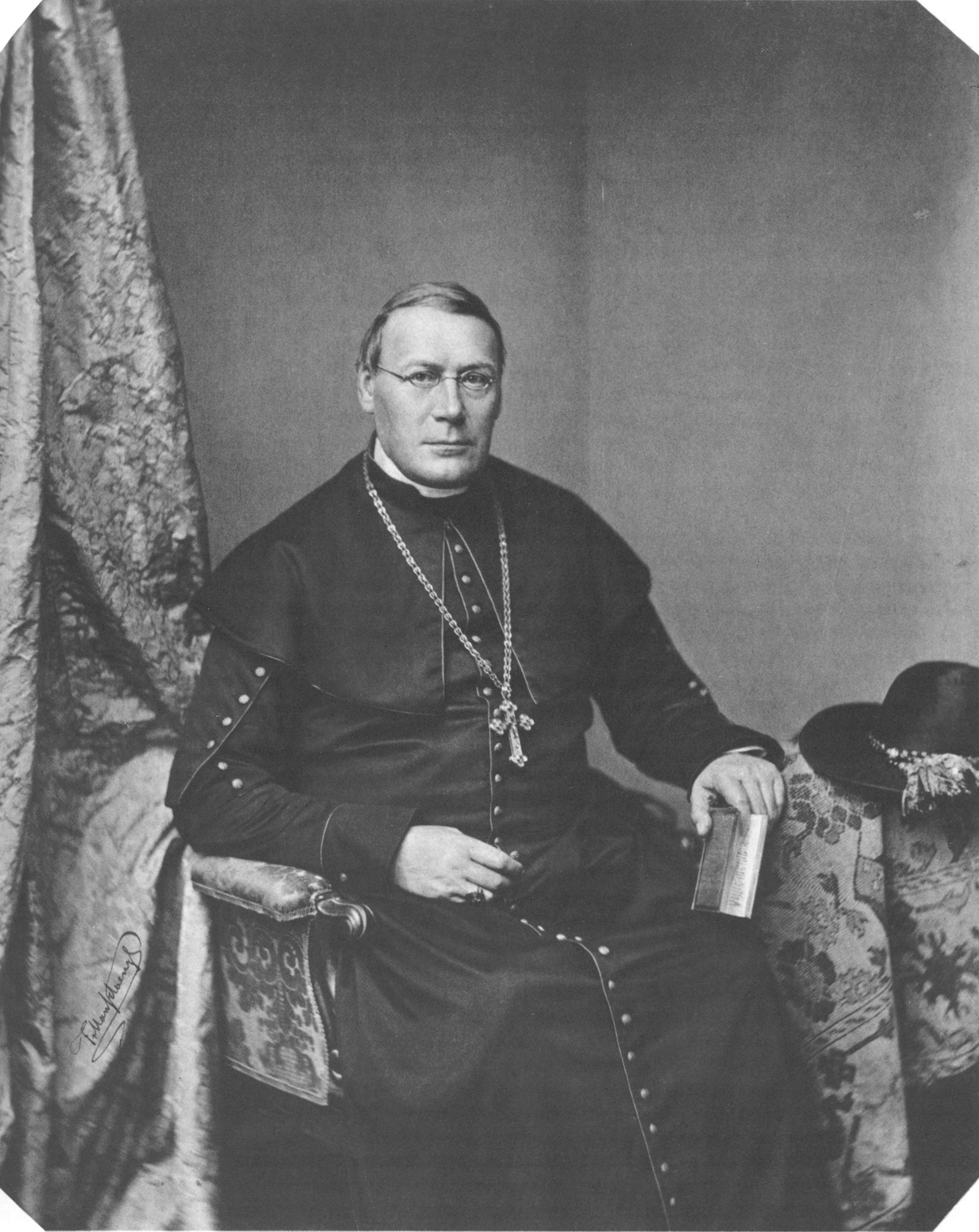
Erzbischof Gregor von Scherr, ca. 1860

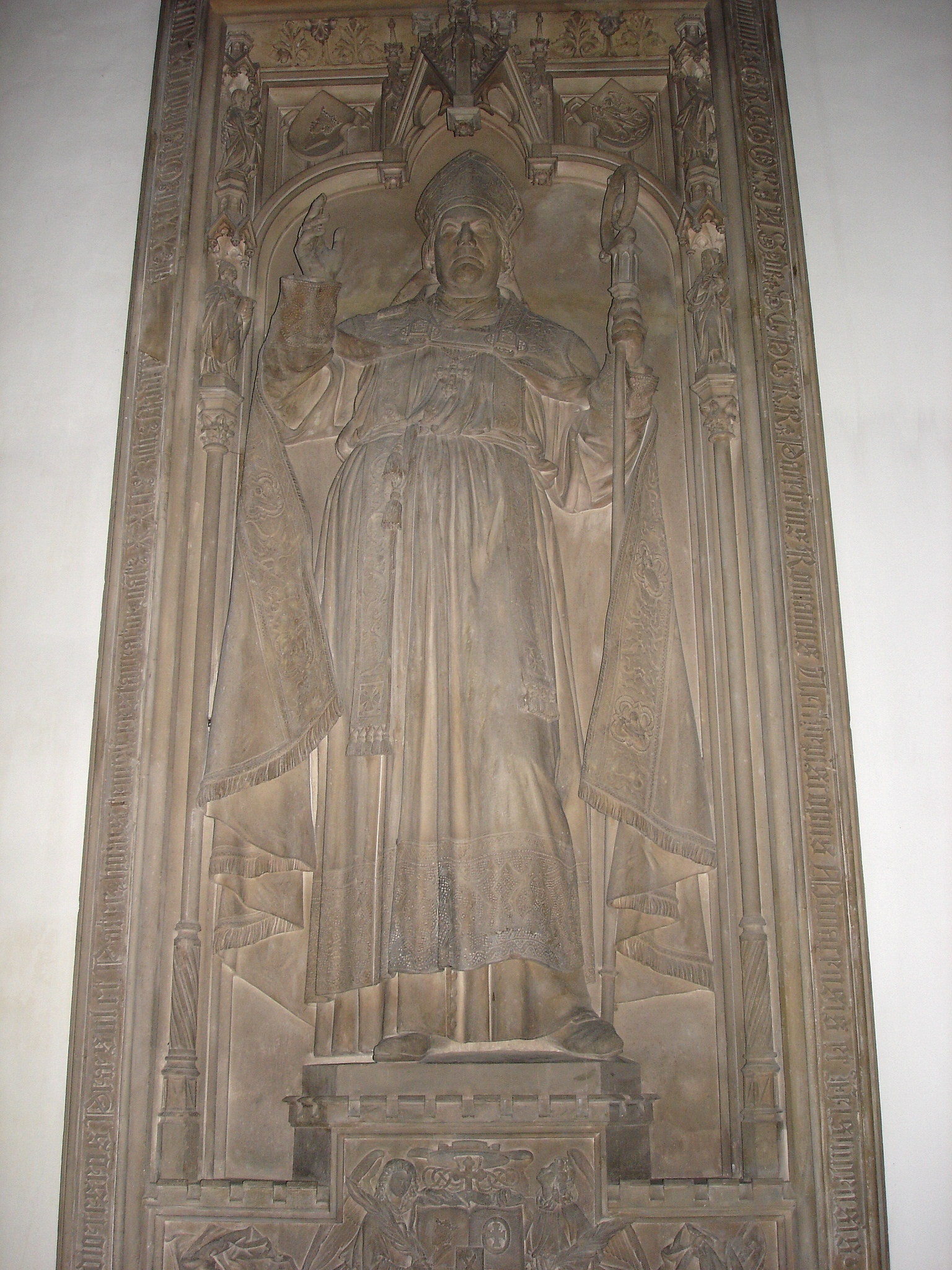
Scherrs Epitaph in der Münchner Frauenkirche, die er neugotisch umgestalten ließ

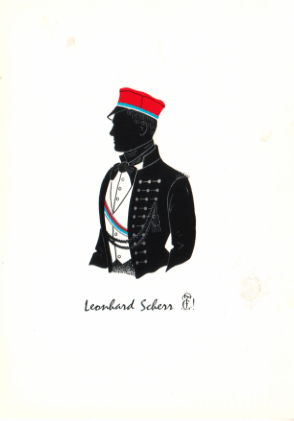
Gregor von Scherr als Aktiver der Palatia

Gregor Scherr, seit 1856 Ritter von Scherr, OSB, Taufname Leonhard Andreas (* 22. Juni 1804 in Neunburg vorm Wald; † 24. Oktober 1877 in München), war Abt des Benediktinerklosters Metten (1840–1856) und Erzbischof von München und Freising (1856–1877).

## Leben
Leonhard Andreas Scherr war das erste Kind des Gastwirts Wolfgang Scherr und dessen Ehefrau Barbara, geb. Pösl. Seine Eltern betrieben die im Neunburger Vorort Aign gelegene Gastwirtschaft „Zum Rössl“. Dort wuchs Scherr mit seinen drei jüngeren Schwestern auf und besuchte die örtliche Volksschule. 1815 ging er nach Amberg, wo er die vorbereitende Studienschule und anschließend das Progymnasium besuchte. Mangelnder Fleiß und gesundheitliche Probleme machten einen Schulwechsel erforderlich, weshalb Scherr im Herbst 1819 an das Gymnasium in Regensburg übertrat. Dort blieb er vier Schuljahre, bevor er 1823 an das Gymnasium in Passau wechselte, an dem er 1825 die Absolutorialprüfung ablegte.
Im Herbst 1825 begab sich Scherr an die Universität Landshut, um zwei philosophische Semester zu absolvieren, die vor der Aufnahme des angestrebten Theologiestudiums vorgeschrieben waren. Den Umzug der bayerischen Landesuniversität nach München machte er nicht mit, sondern kehrte nach Regensburg zurück und studierte ab 1826 sechs Semester Theologie am örtlichen Lyzeum. In dieser Zeit wurde er Mitglied des Corps Palatia München. Im Mai 1828 bestand er die Prüfung, die ihm die Aufnahme ins Regensburger Klerikalseminar ermöglichte. Prägende Gestalten dieser Jahre waren Bischof Johann Michael Sailer, den Scherr zutiefst verehrte und von dem er am 18. Dezember 1828 die Niederen Weihen empfing, und Weihbischof Georg Michael Wittmann, der ihn am 4. August 1829 als Vertreter des erkrankten Sailer zum Priester weihte. Umgehend bekam Scherr seine erste Einsatzstelle zugewiesen: Rimbach im Dekanat Cham, wo er bis 1832 als Kaplan wirkte.
Ende Oktober 1832 trat Scherr in das erst 1830 wiedererrichtete Kloster Metten ein. Am 29. Dezember 1833 legte er die feierlichen Ordensgelübde als Benediktinermönch ab und erhielt den Ordensnamen Gregor, nach Papst Gregor XVI. Der junge Mettener Konvent hatte vielfältige Aufgaben beim durch König Ludwig I. geförderten Aufbau anderer Benediktinerklöster zu leisten. So wirkte Scherr 1838 bei der Wiedererrichtung des Klosters Scheyern mit, als dessen provisorischer Vorstand er kurzzeitig fungierte. Schon am 29. Oktober 1838 wurde er von seinem eigenen Konvent in Metten zum Prior gewählt. Als das Kloster im Mai 1840 durch Ludwig I. wieder zur Abtei erhoben wurde, folgte Scherrs Ernennung zum Abt. Seine kanonische Einsetzung erfolgte am 5. Juni 1840 durch den Regensburger Bischof Franz Xaver Schwäbl. Scherr bekleidete das Amt bis 1856.
Im Juli 1855 starb der Augsburger Bischof Peter von Richarz und Scherr wurde als einer der Nachfolgekandidaten gehandelt. Gegenüber König Maximilian II. lehnte er diese Würde unter Hinweis auf seine unzureichende theologische Qualifikation ab.  Zwar akzeptierte der König dies zunächst – zum Augsburger Bischof wurde Michael von Deinlein ernannt – doch favorisierte Maximilian II. Scherr in der Folge als Erzbischof von München und Freising. Hier stand 1855/56 eine Neubesetzung an, nachdem die bayerische Regierung in langjährigen Verhandlungen mit der Kurie erreicht hatte, dass der
ultramontane Erzbischof Karl August von Reisach aus München abgezogen wurde. Im Dezember 1855 wurde Reisach zum Kurienkardinal ernannt, am 19. Juni 1856 verzichtete er endgültig auf sein bayerisches Erzbistum.  Damit war der Weg für Scherr frei, der seinen Widerstand gegen eine Bischofsernennung, die auch von Papst Pius IX. unterstützt wurde, aufgegeben hatte. Am 3. August 1856 wurde er in der Basilika von St. Bonifaz durch den Münchner Nuntius Antonino Saverio De Luca zum Bischof geweiht; Mitkonsekratoren waren der Passauer Bischof Heinrich von Hofstätter und der Regensburger Bischof Valentin von Riedel. Nach der Eidesleistung vor König Maximilian II. am 24. August 1856 fand die feierliche Inthronisation Scherrs als Erzbischof von München und Freising am 28. August 1856 im Dom zu Unserer Lieben Frau statt.  Scherr sollte dem Erzbistum 21 Jahre lang vorstehen.
Scherr nahm 1869/70 am 1. Vatikanischen Konzil teil, wo er erfolglos gegen die Dogmatisierung der päpstlichen Unfehlbarkeit kämpfte. Seine letzten Amtsjahre waren von den Auseinandersetzungen um die Entstehung der Altkatholiken und vom Kulturkampf überschattet. Vergeblich bemühte er sich darum, den Münchner Kirchengeschichtler Ignaz von Döllinger und dessen Schüler Johann Friedrich zum Einlenken zu bewegen. Schließlich exkommunizierte er die beiden am 17. April 1871.
Als Erzbischof von München und Freising gehörte Scherr von 1856 bis 1877 der Kammer der Reichsräte, der ersten Kammer des Bayerischen Landtags, an.

## Ehrungen
- Ritterkreuz des Verdienstordens der Bayerischen Krone (1856)
- Komturkreuz des Verdienstordens vom Heiligen Michael (1857)
- Großkreuz des sizilianischen Ordens Franz’ I. (1859)
- Großkreuz des Verdienstordens vom Heiligen Michael (1867)
- Großkomturkreuz des Verdienstordens der Bayerischen Krone (1868)
- Ehrenmitglied der katholischen Studentenverbindung KDStV Aenania München im CV (1870).[9]
- Die Staatliche Realschule in Neunburg vorm Wald trägt seit 1982 den Namen Gregor-von-Scherr-Schule.